# Sarah Chronis
 (décembre 2018).
Si vous disposez d'ouvrages ou d'articles de référence ou si vous connaissez des sites web de qualité traitant du thème abordé ici, merci de compléter l'article en donnant les références utiles à sa vérifiabilité et en les liant à la section « Notes et références ».
Sarah Chronis, née le 27 août 1986 à Amsterdam, est une actrice et chanteuse néerlandaise.

## Filmographie

### Cinéma et téléfilms
- 1996 : Oppassen!!! (nl) : Karin
- 1997 : Kinderen voor Kinderen : La chanteuse
- 2004 : Rozengeur & Wodka Lime (nl) : Loretta Danze
- 2005 : Het Glazen Huis (nl) : Emma Romein
- 2006-2009 : Onderweg naar Morgen : Deux rôles (Dionne van Dam et Eva Persijn)
- 2007 : Shouf Shouf! (nl) : Chantal
- 2008 : Flow : Lana
- 2008 : Taxi 656 : Zingend meisje
- 2009 : High School Musical : Sharpay Evans
- 2011 : Truman : Rôle inconnu
- 2011 : Kinderen geen bezwaar (nl) : Lidewij
- 2011 : Seinpost Den Haag (nl) : Natascha
- 2012 : De Vagina Monologen : Vrouw 3
- 2012 : Alleen Maar Nette Mensen
- 2014 : Bloedlink (nl) de Joram Lürsen : Laura Teeming[2]
- 2015 : Match final de Maurice Trouwborst : Rosa[3]
- 2017 : Alles voor elkaar : Nicole
- 2018 : Zwaar Verliefd : Marleen

## Discographie

### Albums studios

#### Avec son groupeKinderen voor Kinderen[4]
- 1996 : Kinderen voor Kinderen 17 (sorti le 1er août 1996)
- 1997 : Kinderen voor Kinderen 18 (sorti le 1er août 1997)
- 2005 : Kinderen voor Kinderen 2005 (sorti le 1er août 2005)
- 2011 : Zo Bijzonder (32) (sorti le 28 octobre 2011)
- 2012 : Hallo wereld - 33 (sorti le 1er septembre 2012)
- 2015 : 36 - Raar Maar Waar (sorti le 1er août 2015)

## Vie privée
Elle est la fille de l'actrice Adriënne Kleiweg.